# Чемпионат СССР по тяжёлой атлетике 1943
18-й чемпионат СССР по тяжёлой атлетике прошёл с 18 по 19 сентября 1943 года в Горьком (РСФСР). В нём приняли участие 28 атлетов, которые были разделены на 6 весовых категорий и соревновались в троеборье (жим, рывок и толчок). В легчайшей и полулёгкой весовых категориях было лишь по два участника.

## Медалисты
| Категория                    | Золото                                   | Золото                       | Серебро                                    | Серебро                      | Бронза                                    | Бронза                       |
| До 56 кг (легчайший вес)     | Митрофан Косарев «Строитель» Москва      | 257,5 кг (75 + 77,5 + 105)   | Алексей Евстигнеев «Спартак» Москва        | 247,5 кг (72,5 + 75 + 100)   | Не было других участников                 |                              |
| До 60 кг (полулёгкий вес)    | Моисей Касьяник «Динамо» Тбилиси         | 305 кг (97,5 + 92,5 + 115)   | Георгий Попов Красная Армия Ташкент        | 295 кг (90 + 92,5 + 112,5)   | Не было других участников                 |                              |
| До 67,5 кг (лёгкий вес)      | Мамия Жгенти «Динамо» Тбилиси            | 325 кг (100 + 100 + 125)     | Израиль Механик «Локомотив» Москва         | 320 кг (100 + 95 + 125)      | Владимир Светилко Вооружённые Силы Батуми | 320 кг (100 + 100 + 120)     |
| До 75 кг (средний вес)       | Григорий Новак Красная Армия Новосибирск | 372,5 кг (120 + 115 + 137,5) | Николай Соколов Красная Армия Горький      | 335 кг (100 + 105 + 130)     | Дмитрий Поляков «Локомотив» Москва        | 315 кг (95 + 105 + 115)      |
| До 82,5 кг (полутяжёлый вес) | Александр Божко Красная Армия Москва     | 352,5 кг (102,5 + 110 + 140) | Ефим Хотимский Военно-морской флот Киев    | 350 кг (107,5 + 105 + 137,5) | Николай Лапутин Военно-морской флот Киев  | 347,5 кг (105 + 105 + 137,5) |
| Свыше 82,5 кг (тяжёлый вес)  | Яков Куценко «Локомотив» Киев            | 390 кг (115 + 120 + 155)     | Александр Ляпидевский Красная Армия Москва | 352,5 кг (105 + 112,5 + 135) | Константин Назаров Красная Армия Москва   | 340 кг (100 + 105 + 135)     |